# Miss World
A Miss World egy nemzetközi szépségverseny, amit 1951-ben a brit Eric Morley indított el. Ő alapította a Miss World Organizationt, melynek halála után felesége, Julia Morley lett az elnöke.
A Miss World a Miss Universe-zel együtt a világ egyik legnevesebb szépségversenye. A zsűri több mint száz résztvevő közül választja ki a legszebbet, legokosabbat és legintelligensebbet (egy személyben). A világ egyik legnagyobb szépségversenyeként több mint 200 országban közvetítik élőben.
A cím birtokosa 2017-ben az indiai Manushi Chhillar.
Hagyomány, hogy a Miss World győztese az elkövetkező egy évben (a következő versenyig) Londonban lakik és innen indul útjaira a világ minden tájára.

## Története

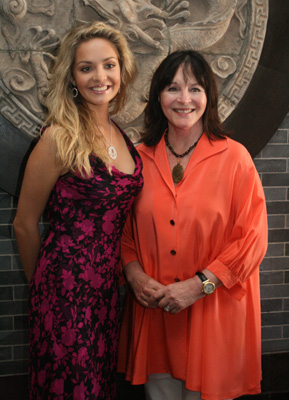
Tatiana Kucharova (Miss World 2006) Julia Morley-val, a verseny főszervezőjével

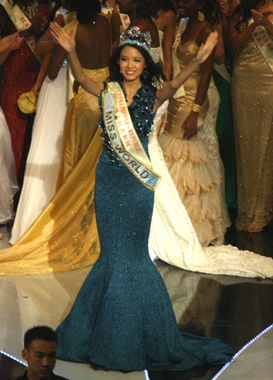
Zi Lin Zhang, Miss World 2007

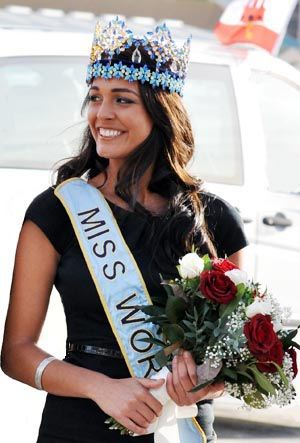
Kaiane Aldorino, Miss World 2009

### 1950-es évek
A Miss World eredetileg bikini-versenyként indult 1951-ben, a londoni Világkiállítás egyik programjaként, szervezője Eric Morley volt. Úgy tervezték, hogy csak egyszer rendezik meg, de a nagy sikerre való tekintettel, évenkénti megrendezésű eseménnyé vált. Eredetileg nem Miss World volt a neve, csupán egy újságíró nevezte el így, mivel a „világ legszebb lányai” gyűltek össze az eseményre. A BBC 1959-ben kezdte el közvetíteni a versenyt, mely ennek köszönhetően még ismertebbé vált.

### 1960-as évek
Az 1960-as években a verseny népszerűsége egyre nőtt, bár ebben az időben a konkurens Miss Universe verseny több országot vonzott.
1968-ban adtak át először különdíjakat: Miss Personality (Miss Személyiség), Miss Photogenic (Miss Fotogén). Rendszeresen csak 1973-tól adnak át különdíjakat is.

### 1970-es évek
A feminista mozgalmak tiltakozása és több botrány is beárnyékolta a versenyt. Néhány győztest meg kellett fosztani címétől, vagy mert kiderült, hogy férjnél van, vagy nem működött kellő mértékben együtt a verseny szervezőivel a jótékonysági programok lebonyolítása terén.
1973-tól rendszeresen átadták a Miss Personality és a Miss Photogenic díjakat. 1972-ben egyedi díjként kiadták a Best National Costume (Legjobb nemzeti/népviselet), 1978-ban pedig a Miss Talent (Miss Tehetség) díjat.

### 1980-as évek
Az egyik legnagyobb botrány 1980-ban történt, amikor a győztes alig 18 órával a döntő után lemondott koronájáról és címéről.
Ettől az évtizedtől, okulva a Miss Universe sikerén, kibővítették a verseny palettáját. Már nemcsak a szépséget, hanem az intelligenciát is figyelembe vették a zsűrizéskor.
1989-ben rendezték meg először Londonon és Európán kívül, Hongkongban, amelyet a verseny történetében először egy (volt) „szocialista” ország, Lengyelország szépe nyert meg. Ebben az évben szerepelt először magyar szépségkirálynő a versenyen, Gerlóczy Magdolna személyében.

#### Kontinentális győztesek
1981-től új rendszert vezettek be a különdíjak terén. A Miss Personality és a Miss Photogenic díjak mellett megalapították a Continental Queens, azaz a kontinentális győztesek rendszerét.
A díjak
- Queen of Europe
- Queen of Americas
- Queen of Africa
- Queen of Asia
- Queen of Oceania

1989-től Amerikától különválasztották a karib-tengeri térséget Queen of the Carribbean néven. Valamint 1990-ben Ázsiát és Óceániát összevonták Queen of Asia and Oceania-ként.

### 1990-es évek
A verseny egyre több országot vonzott, az évtized végére a versenyzők száma már majdnem elérte a 100-at.
1992-től 1997-ig ismét átadták a Best National Costume díjat. 1998-ban újabb egyedi díjat kreáltak Best Day Wear (Legjobb utcai viselet) néven. 1995 óta minden évben átadták az Evening Gown (Legjobb estélyi ruha) díjat.

### 2000-es évek
2000-ben és 2001-ben a Queen of Asia and Oceania díj helyett ismét csak Queen of Asia díjat adtak át.
2001-ben a verseny fő szervezője, Eric Morley halála után felesége, Julia Morley vette át a rendezvény szervezését. Ugyanebben az évben, a verseny történetében először fekete afrikai szépség nyerte a Miss World címet Nigériából. Ugyanezen év óta minden évben átadják a legtehetségesebb versenyzőnek járó Miss Talent díjat.
2002-ben újabb botrány árnyékolta be a versenyt. Mivel az előző évi versenyt Nigéria nyerte, ebben az országban akarták rendezni a 2002. évit, de vallási fanatisták támadásai miatt a versenyt át kellett helyezni Londonba, és a versenyzőket szinte úgy kellett kimenekíteni az országból. Tiltakozásul a történtek ellen több versenyző nem vett részt a londoni döntőn.
2003 óta a legjobb alakú versenyző átveheti a Beachwear (Legjobb fürdőruha) díjat.
2005-ben Európa területét ketté választották Észak és Dél-Európára, így a Queen of Europe helyett Queen of Nothern Europe és Queen of Southern Europe díjakat adták át. Ezenkívül Ázsiát és Óceániát újra összevonták, de ezúttal Queen of Asia-Pacific néven. Ugyanebben az évben a verseny jótékonysági céljait figyelembe véve megalkották a Beauty with a Purpose (Szépség, céllal) szlogent, és ugyanezen a néven azóta minden évben különdíjat adnak át annak a versenyzőnek, aki magánéletében a legtöbbet teszi a jótékonykodás területén.
2006-ban először rendezték a versenyt egy volt szocialista országban, Lengyelországban.
2008-ban a versenyt Ukrajnában akarták megrendezni, de – valószínűsíthetően az orosz-grúz helyzetre való tekintettel – áthelyezték a dél-afrikai Johannesburgba. A 2009. évi versenyt ismét ebben a városban rendezték december 12-én.

### 2010-es évek
A 60. jubileumi versenyt 2010-ben újra a kínai Sanyában tartották 115 ország részvételével, ami a verseny történetében rekordnak számított, de ezt a rekordot túlszárnyalta a kínai Ordoszban tartott 2012-es verseny 116, ezt pedig a verseny történetében először Indonéziában tartott 2013-as verseny 127 résztvevővel. Ezt a megmérettetést a helyi muszlim lakosság tiltakozása kísérte, ami miatt a szépségversenyeken szokásos fürdőruhás bemutató elmaradt, illetve úgy módosították, hogy az egyrészes fürdőruha fölött még egy kendőt is kellett viselniük a versenyzőknek.

## Televíziós közvetítések
A Miss World 1959 óta szerepel a televíziók műsorán. 1959 és 1979 között a BBC sugározta, 1980–88 között pedig a Thames Television. Nagy-Britanniában a legmagasabb nézőszáma 27 és fél millió volt, ami vetekedett Károly walesi herceg esküvőjének nézettségével. A verseny kezdete óta eltelt több mint 65 esztendő, de televíziós népszerűsége mindig magas, a döntőt világszerte 1 milliárdan láthatják a közvetítése révén.

## A verseny
A versenyen való részvétel feltétele, hogy az adott résztvevő ország versenyzője megnyerje azt a hazai versenyt, melyet a Miss World franchise tulajdonosa szervez. A nemzetközi döntő rendszerint egy-egy hónapig tartó rendezvénysorozat, amelynek részei nemcsak az előválogatások és interjúk, de bálok, vacsorák, és egyéb jótékonysági események is. A rendezvénysorozat fénypontja az utolsó napon tartott, és világszerte közvetített döntő, melyen az összes résztvevő ország versenyzője felvonul, és kihirdetik a továbbjutókat, majd a győztest.

### A verseny rendezője
A Miss World Organization (MWO) szervezi a versenyt, amely emellett adományokat is gyűjt. A verseny megalapítása, 1951 óta több mint 250 millió fontot gyűjtöttek gyermekjóléti célokra.

## Győztesek
Az alábbi táblázat csak az utóbbi néhány év győzteseit, a versenyek időpontját és helyét, valamint a versenyzők számát mutatja.
| Év   | Ország                  | Miss World          | A verseny helyszíne        | Résztvevők |
| ---- | ----------------------- | ------------------- | -------------------------- | ---------- |
| 2009 | Gibraltár               | Kaiane Aldorino     | Johannesburg, Dél-Afrika   | 112        |
| 2010 | USA                     | Alexandria Mills    | Sanya, Kína                | 115        |
| 2011 | Venezuela               | Ivian Sarcos        | London, Egyesült Királyság | 113        |
| 2012 | Kína                    | Wen Xia Yu          | Ordosz, Kína               | 116        |
| 2013 | Fülöp-szigetek          | Megan Young         | Bali, Indonézia            | 127        |
| 2014 | Dél-afrikai Köztársaság | Rolene Strauss      | London, Egyesült Királyság | 121        |
| 2015 | Spanyolország           | Mireia Lalaguna     | Sanya, Kína                | 114        |
| 2016 | Puerto Rico             | Stephanie Del Valle | Washington, USA            | 117        |
| 2017 | India                   | Manushi Chhillar    | Sanya, Kína                | 118        |

## Éremtáblázat
Az alábbi táblázatban csak az első 10 helyen álló ország eredményei láthatóak.
| Helyezés | Ország                  | Miss World cím | 2. hely | 3. hely | Döntős | Középdöntős |
| -------- | ----------------------- | -------------- | ------- | ------- | ------ | ----------- |
| 1.       | Venezuela               | 6              | 2       | 4       | 7      | 11          |
| 2.       | India                   | 5              | 1       | 0       | 4      | 11          |
| 3.       | Egyesült Királyság      | 5              | 6       | 4       | 13     | 8           |
| 4.       | Dél-afrikai Köztársaság | 3              | 2       | 5       | 8      | 12          |
| 5.       | USA                     | 3              | 5       | 3       | 16     | 19          |
| 6.       | Izland                  | 3              | 0       | 1       | 1      | 2           |
| 7.       | Jamaica                 | 3              | 0       | 3       | 7      | 11          |
| 8.       | Svédország              | 3              | 1       | 0       | 7      | 10          |
| 9.       | Kína                    | 2              |         |         |        |             |
| 10.      | Oroszország             | 2              |         |         |        |             |

### Miss World címek száma kontinensek szerint
(2013-as adatok)
- Európa – 26 győzelem
- Amerika – 22 győzelem
- Ázsia – 8 győzelem
- Afrika – 5 győzelem
- Óceánia – 3 győzelem

## Új országok
Az alábbi lista azt mutatja, hogy mely országok és territóriumok voltak azok, melyek az adott évben először vettek részt a versenyen. Az adott ország nem feltétlenül vett részt a versenyen a későbbi években.
- 2013: Koszovó, Kamerun, Guinea, Bissau-Guinea, Üzbegisztán
- 2012: Egyenlítői Guinea, Gabon, Dél-Szudán
- 2011: Kirgizisztán, Saint Barthelemy
- 2010: nem volt új résztvevő
- 2009: nem volt új résztvevő
- 2008: nem volt új résztvevő
- 2007: nem volt új résztvevő
- 2006: Kambodzsa, Montenegró, Szerbia
- 2005: Martinique, Mongólia
- 2004: Fidzsi-szigetek
- 2003: Etiópia, Grúzia, Andorra, Guadeloupe, Mariana-Szigetek, Szerbia és Montenegró
- 2002: Vietnam, Albánia, Algéria,
- 2001: Malawi
- 2000: Fehéroroszország, Anglia, Moldova Köztársaság, Észak-Írország
- 1999: Skócia, Wales
- 1998: Angola, Kazahsztán, Saint Marteen,
- 1997: Zöld-foki-szigetek, Nepál
- 1996: Bonaire, Bosznia-Hercegovina, Macedónia
- 1995: nem volt új résztvevő
- 1994: Banglades, Kína, Észtország
- 1993: Csehország, Litvánia, Szlovákia,
- 1992: Oroszország, Horvátország, Szlovénia, Ukrajna
- 1991: Grönland
- 1990: Románia
- 1989: Magyarország, Lettország, Namíbia, Szovjetunió
- 1988: Bulgária
- 1987: Belize, Cook-szigetek
- 1986: Antigua és Barbuda, Brit Virgin-szigetek, Makaó, Sierra Leone,
- 1985: Kongó, Elefántcsontpart, Saint Kitts és Nevis
- 1984: nem volt új résztvevő
- 1983: Lengyelország, Tonga
- 1982: Indonézia, Turks és Caicos-szigetek
- 1981: nem volt új résztvevő
- 1980: Zimbabwe
- 1979: Lesotho
- 1978: Dominikai Közösség, St. Vincent és Grenadines
- 1977: Kajmán-szigetek, Man-sziget, Pápua Új Guinea, Szamoa
- 1976: Guatemala, Amerikai Virgin Szigetek
- 1975: Haiti, Saint Lucia, Curaçao, El Salvador, Szváziföld
- 1974: Barbados, Guernsey, Jersey, Zambia
- 1973: nem volt új résztvevő
- 1972: Botswana, Szingapúr
- 1971: Guam, Bermuda
- 1970: Grenada, Afrika-Dél,[6] Mauritius
- 1969: Seychelle-szigetek
- 1968: Thaiföld
- 1967: Csehszlovákia, Panama, Tanzánia, Uganda
- 1966: Jugoszlávia, Dominikai Köztársaság, Guyana, Bahama-szigetek, Fülöp-szigetek, Trinidad és Tobago
- 1965: Costa Rica, Gambia, Málta, Szíria
- 1964: Montserrat, Aruba
- 1963: Kolumbia, Libéria, Malajzia, Chile, Mexikó, Nigéria
- 1962: nem volt új résztvevő
- 1961: Tajvan, Suriname
- 1960: Bolívia, Burma, Ciprus, Ecuador, Kenya, Libanon, Madagaszkár, Nicaragua, Spanyolország, Tahiti, Tanganyika
- 1959: Peru, Argentína, Jamaica, Rodézia és Nyasszaföld, Ghána, Gibraltár, Hawaii, Hongkong, India, Jordánia, Dél-Korea, Paraguay, Portugália, Puerto Rico és Uruguay
- 1958: Brazília
- 1957: Kanada, Luxemburg
- 1956: Japán, Marokkó, Új-Zéland, Dél-Afrika, Tunézia
- 1955: Venezuela, Kuba, Ausztrália, Ausztria, Honduras, Izland
- 1954: Belgium, Olaszország, Törökország
- 1953: Görögország, Monaco, Srí Lanka, Izrael, Norvégia
- 1952: Svájc, Németország, Finnország, Egyiptom, Írország
- 1951: Svédország, Egyesült Királyság,[7] Dánia, Franciaország, Hollandia és USA

## Videók
- Miss World győztesek 1951-2009. youtube.com. (Hozzáférés: 2010. november 14.)

## Külső hivatkozások
- Miss World hivatalos honlap
- GlobalBeauties.com
- Pageantopolis.com
- CriticalBeauty.com

## Fordítás
Ez a szócikk részben vagy egészben  a   Miss World című angol Wikipédia-szócikk ezen változatának fordításán alapul.  Az eredeti cikk szerkesztőit annak laptörténete sorolja fel. Ez a jelzés csupán a megfogalmazás eredetét és a szerzői jogokat jelzi, nem szolgál a cikkben szereplő információk forrásmegjelöléseként.